# Floridatandkarper
De Floridatandkarper of blokvisje (Jordanella floridae) is een straalvinnige vissensoort uit de familie van de eierleggende tandkarpers (Cyprinodontidae). De wetenschappelijke naam van de soort is voor het eerst geldig gepubliceerd in 1879 door Goode & Bean.

## Kenmerken
Het slanke mannetje heeft een uitgesproken bloktekening met de kleuren rood, blauw, groen en oranje. Het vrouwtje heeft een zwarte vlek op het uiteinde van de rugvin, die bij het mannetje echter ontbreekt. De vinnen zijn grijs met rood gestreept en de staart is grijs. De lichaamslengte bedraagt maximaal 7,5 cm.

## Leefwijze
Deze vreedzame algeneters zijn in de paartijd nogal agressief en onverdraagzaam tegenover andere mannetjes.

## Voortplanting
Om een partner te lokken, pronkt het mannetjes met zijn roodachtige vinnen. Na het afzetten van de eieren wordt het vrouwtje weggejaagd. Het mannetje heeft een lichte vorm van broedzorg en bewaakt fanatiek het legsel. Nadat de jongen zijn uitgekomen is de broedzorg voorbij

## Verspreiding en leefgebied
Deze soort komt voor in Florida in zoetwater en brakwater, maar niet in zeewater.